# 宣伝会議
株式会社宣伝会議（せんでんかいぎ）は、広告・マーケティング、クリエイティブ、環境の領域に特化し、出版・メディア、教育、アワード、イベントの事業を展開する会社である。1954年に日本で、初めて広告専門誌を創刊したほか、1957年にはコピーライター養成講座を開講し、教育事業も展開している。代表取締役社長は高橋智哉。

## 沿革
- 1954年、日本初の広告専門誌として、月刊「宣伝会議」を創刊[要出典][2]
- 1957年、久保田宣伝研究所が、日本初のコピーライター養成機関として、コピーライター養成講座を開講
- 1961年、月刊『ブレーン』創刊（当時は誠文堂新光社より刊行）
- 1962年、月刊『宣伝会議』の通巻100号を記念し、公募広告賞「宣伝会議賞」を創設
- 2000年、季刊『編集会議』創刊
- 2001年、広告業界専門人材サービス「マスメディアン」事業開始
- 2002年、「マスメディアン」事業を担う株式会社マスメディアンを設立
- 2005年、月刊『広報会議』を創刊（当時の誌名は『PRIR』）。「広報担当者養成講座」開講、5000名以上の修了生を輩出
- 2007年、「宣伝会議インターネットマーケティングフォーラム」を開始し、イベント事業をスタート
- 2010年、広告界のニュース・情報サイト「AdverTimes.（アドタイ）」開設。販促企画のコンペティション「販促コンペ」創設
- 2013年、創立60周年を記念し、「アドタイ・デイズ」を開催。『宣伝会議』をはじめ主要4誌のデジタル版を開始
- 2014年、マーケティング専門誌「100万社のマーケティング」を創刊
- 2015年、オンライン動画コンペティション「BOVA（Brain Online Video Award）」を創設
- 2017年、コピーライター養成講座60周年を記念し、「コピージアム2017」を開催
- 2019年、小中学生にSDGs17項目の目標達成の大切さを伝える「SDGs未来会議プロジェクト」発足。書籍『未来の授業SDGsライフキャリアBOOK』を刊行し全国3万5000の小中学校に献本。公式Webサイト・YouTubeチャンネル開設
- 2020年、教育講座のオンライン化を推進。また、定額の受け放題プラン「宣伝会議スタンダードトレーニング」を提供開始。クリエイターの哲学・具体的ノウハウを学べるオンデマンド講座群「ブレーンクリエイティブライブラリー」を開設
- 2021年、季刊『環境ビジネス』と共同で企業の事業成長とCO2削減を両立するノウハウを学べるオンデマンド講座群「脱炭素ビジネスライブラリー」を開設
- 2022年、出版社の垣根を超えて、ビジネス書ジャンルでベストセラーとなった書籍を学べるオンデマンド講座群「ビジネス書ベストセラーライブラリー」を開設
- 2023年、ポラリス・キャピタル・グループが株式会社宣伝会議と株式会社マスメディアンの発行済株式を取得[3]。企業広報・商品PR・IR・危機管理広報などのオンデマンド講座群「広報・PRトレーニングライブラリー」を開設
- 2024年、季刊『環境ビジネス』を発行する株式会社日本ビジネス出版を買収。環境ビジネス分野の専門の人材紹介事業「グリーンジョブキャリア」スタート
- 2025年、株式会社宣伝会議と株式会社マスメディアンを傘下に置くグループ持株会社、株式会社KAIGIが発足

## 主な出版物
- 専門誌[4]
  - 月刊『宣伝会議』1954年4月1日創刊
  - 月刊『販促会議』1997年6月1日創刊
  - 月刊『ブレーン』1961年7月1日創刊
  - 月刊『広報会議』2005年4月1日創刊
  - 季刊『環境ビジネス』
  - 季刊『編集会議』2000年4月1日創刊
  - 季刊『100万社のマーケティング』2014年11月29日創刊
  - 季刊『環境会議』1999年5月25日創刊
  - 季刊『人間会議』2001年3月1日創刊
- 年鑑
  - 日本の広告会社
  - 広告制作料金基準表（隔年刊）

## 主なウェブサービス
- AdverTimes（アドタイ） - 広告宣伝業界のニュース＆情報ポータルサイト[5]
- 月刊『宣伝会議』デジタル版 - 2013年5月開始
- 月刊『販促会議』デジタル版 - 2013年7月開始
- 月刊『広報会議』デジタル版 - 2013年8月開始
- 月刊『ブレーン』デジタル版 - 2013年9月開始
- 環境ビジネスオンライン
- 宣伝会議スタンダードトレーニング
- 宣伝会議オンラインニュース for Business
- マスメディアン ｰ 広告業界の求人求職情報サービス
- グリーンジョブキャリア ｰ 環境ビジネス関連の求人求職情報サービス

## 教育事業
1954年に、壽屋広告部、山之内製薬で宣伝部長だった久保田孝（脳生理学者・久保田競の父）が興した「久保田宣伝研究所」時代にコピーライター養成講座を開いた。この久保田宣伝研究所が現在の宣伝会議社の礎になった。
その後、ブランディング・マーケティング・クリエイティブ・販促・広報・デジタル、さらに環境などの分野の教育へ拡げてきた。現在は全国で年間200回を超えるプログラムを実施している。
- コピーライター養成講座
- アートディレクター養成講座
- ブレーンクリエイティブライブラリー
- 脱炭素ビジネスライブラリー
- ビジネス書ベストセラーライブラリー
- 広報・PRトレーニングライブラリー

## アワード事業
1962年に雑誌『宣伝会議』創刊100号を記念して創設された。宣伝会議が主催する、広告表現のアイデアをキャッチフレーズおよびCM企画で競う公募広告賞。
多くの広告賞では掲載実績のある広告を事後に募集し、表彰するが、宣伝会議賞では協賛企業から課題として出題される商品・サービスについての広告表現を公募しているため、誰でも参加することができる
過去の受賞者には、糸井重里、林真理子などもいる。グランプリを受賞して他の職業からコピーライターとなった人物も多い。
- 宣伝会議賞
- 販促コンペ
- BOVA（Brain Online Video Award）

## イベント事業
2007年に「宣伝会議インターネットマーケティングフォーラム」の開催を皮切りに、大型のビジネスカンファレンス事業を展開。現在は広告・マーケティング・メディア・ブランド・広報・環境領域のイベントを行っている。
- 宣伝会議サミット（11月開催）
- 宣伝会議マーケティングフォーラム
- アドタイ・フォーラム（9月/3月開催）
- ブレーンサミット
- 販促会議サミット
- 広報会議サミット
- KAIGIサミット

## ロゴ
現在のロゴは2007年にアートディレクターの副田高行が制作した。人々が会議をする様子を表し、同時に会議で熟議された知識や情報が社会に広がっていく姿を描いている。色はC100Y40で、同社は「宣伝会議ブルー」としている。